# Philothamnus semivariegatus
Philothamnus semivariegatus là một loài rắn trong họ Rắn nước. Loài này được Smith mô tả khoa học đầu tiên năm 1840.

## Hình ảnh

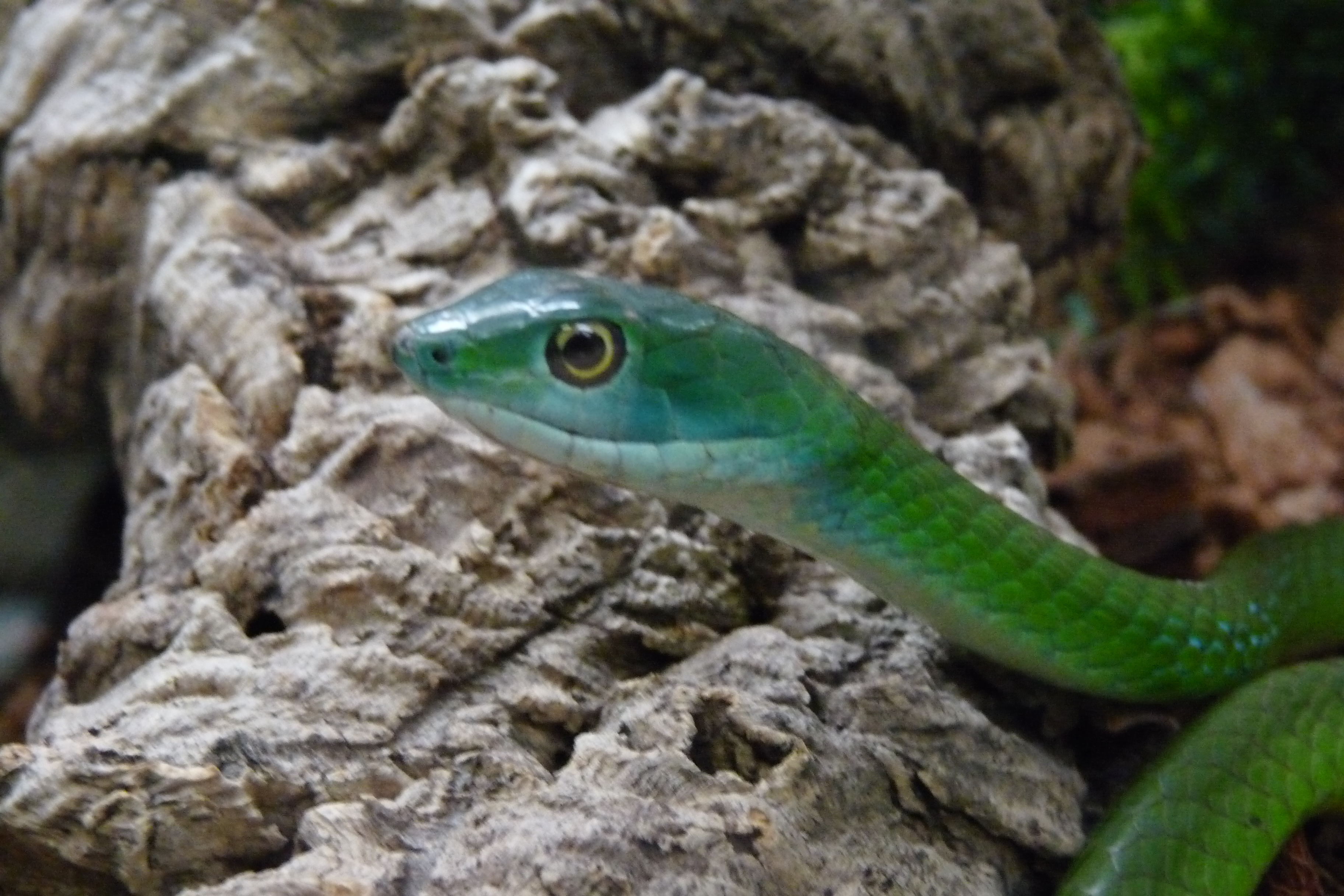
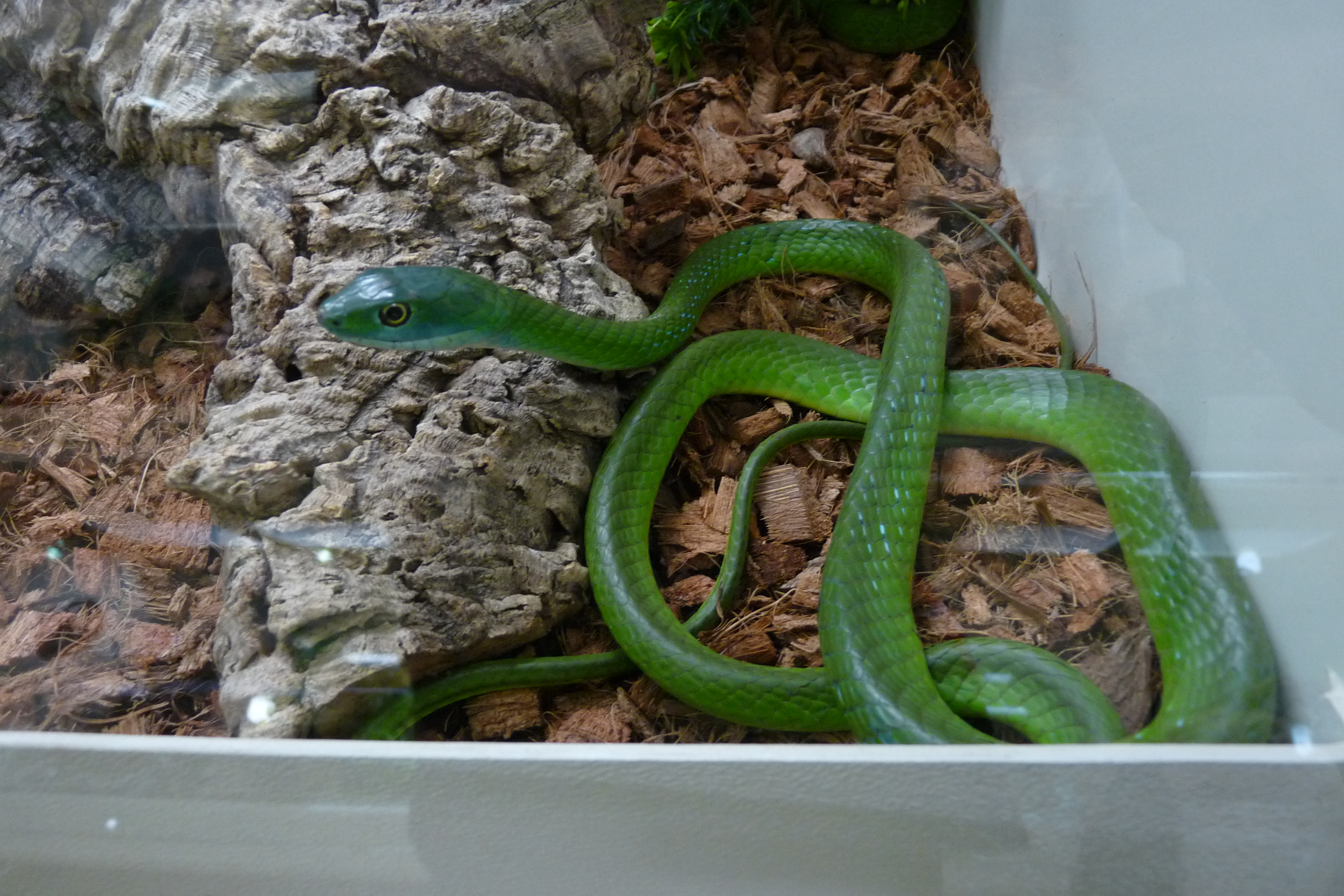